# Kryoturbation
Kryoturbation (griech. kryos ‚Frost‘ und lat. turbare ‚umherwirbeln‘) ist die Durchmischung des oberflächennahen Untergrundes durch Gefrieren und Wiederauftauen. Die Kryoturbation ist ein Phänomen der Periglazialgebiete, das heißt, der Prozess ist wesentlich an das Vorhandensein von Permafrost gebunden, es handelt sich um eine Periglazialmorphologie.
Die Kryoturbation erfordert eine gewisse Wassersättigung sowie Auftau- und Gefrierzyklen. Die sommerliche Auftauschicht über dem Permafrost wird in der Fachsprache als active layer bezeichnet und stellt den Wirkungsbereich der Kryoturbation dar. Die Auftautiefe beträgt meist 50 bis 70 cm.

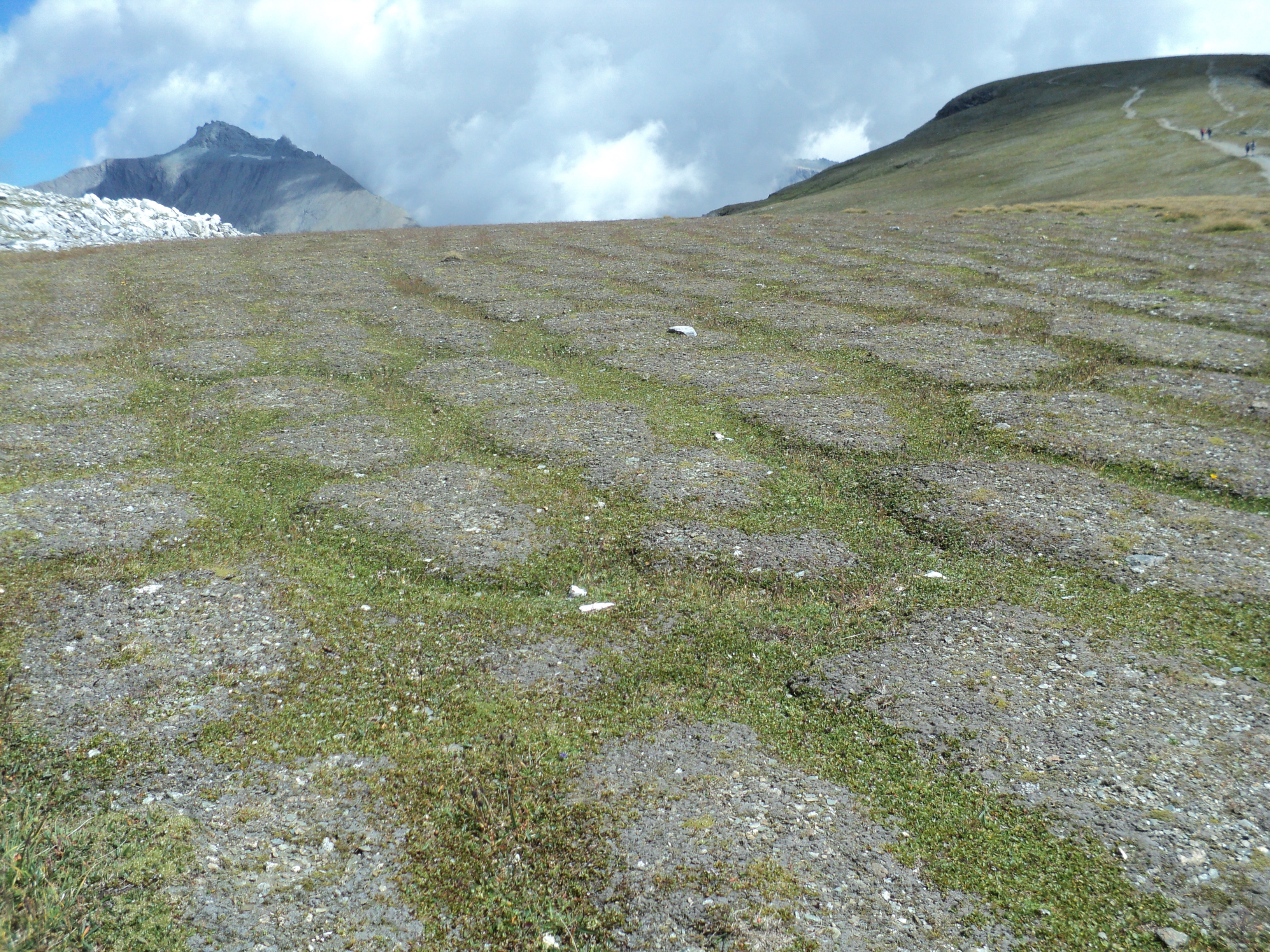
Frostmusterboden auf dem Fil de Cassons bei Flims (Schweiz)

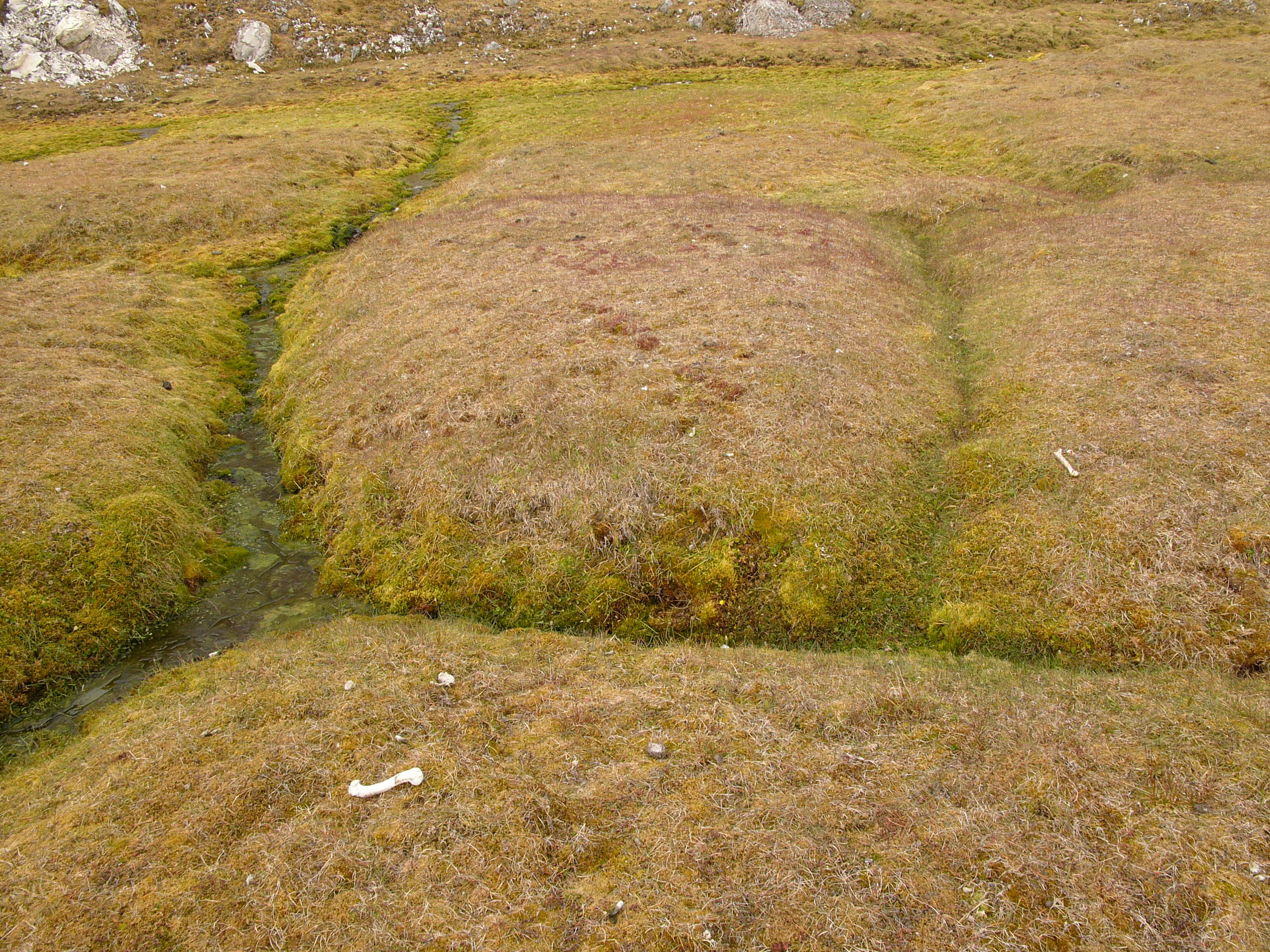
Eiskeilpolygone in Spitzbergen

## Prozessablauf
Durch den Permafrost im Untergrund ist das Versickern des Wassers aus der sommerlichen Auftauschicht erheblich eingeschränkt bzw. unmöglich. Dadurch ergibt sich eine hohe Wassersättigung im active layer. Das Wiedergefrieren dieser Auftauschicht zum Winter hin erfolgt von oben nach unten. Dadurch entsteht ein Auflastdruck im Bereich zwischen dem Permafrost im Untergrund und der wiedergefrorenen Schicht des Oberbodens. Durch die Wassersättigung des Substrates wird ein Auspressen des schlammigen Feinbodenmaterials durch Spalten und Risse an die Oberfläche ermöglicht. Das schlammige Material fließt dabei meist fladenartig an der Oberfläche aus. Die vielfache Wiederholung dieses Prozesses über viele Auftau- und Gefrierzyklen hinweg führt zu einer Durchmischung der gesamten Auftauschicht (active layer).
Kryoturbation ruft weiterhin Prozesse wie beispielsweise die Sackung bei Auftauböden und die Frosthebung hervor. Hierdurch entstehen zum Beispiel Frostmusterböden und Taschenböden oder Oberflächenformen wie Palsen.

## Folgen
Kryoturbation führt u. U. zu Beschädigungen an Artefakten. Dadurch ausgelöste Kantenbeschädigungen werden als Kryoretusche bezeichnet.